# Vishnuonyx neptuni
Vishnuonyx neptuni — вид викопних хижих ссавців із підродини видрових, ранньо-верхньо-міоценові рештки яких знайдено в Баварії, Німеччина (Алльгой).

## Опис
Новий вид — великого розміру видра. Відрізняється від уже відомих представників роду за розмірами (проміжними між африканським Vishnuonyx? angololensis та азійським Vishnuonyx chinjiensis) та морфологією краніодентального матеріалу нового виду. Інші види роду Vishnuonyx відомі з півдня Азії (Vishnuonyx chinjiensis і Vishnuonyx maemohensis, 14.2–12.7 Ma) і сходу Африки (Vishnuonyx chinjiensis, Vishnuonyx angololensis і невідомий Vishnuonyx, 12–4.85 Ma); ще один вид Vishnuonyx maemohensis описано із середньо-пізнього середнього міоцену в Таїланді. Голотипом V. neptuni (датування ≈ 11.44 Ma) є права нижня півщелепа із премолярами й молярами; додатково знайдено ізольовані зуби. З точки зору палеоекології, припускається, що V. neptuni харчувалася переважно рибою, а рідше — двостулковими молюсками або рослинним матеріалом, що нагадує сучасну гігантську видру — Pteronura brasiliensis.

## Поширення
Викопні рештки знайдено в Баварії, Німеччина.

## Етимологія
Видова назва походить від Нептуна, римського бога води.